# Stahlguss Gröditz
Die Stahlguss Gröditz GmbH war eine Gießerei im sächsischen Gröditz. Sie fertigte Stahlformgussteile mittels Handformgussverfahren für den Schiffbau, Energiemaschinenbau, in Off-shore-Anwendungen, Formenbau und den allgemeinen Maschinenbau mit einer Gussteilmasse bis etwa 52.000 kg in unlegierten und legierten entgasten Stahlwerkstoffqualitäten (VD/VOD-Stahl). Dabei wurde der Flüssigstahl vom benachbarten Elektrostahlwerk mittels Gießpfannen über einen Quergleisanschluss bezogen. Die Wärmebehandlung von Gussteilen aus Vergütungswerkstoffen mit Öl- oder Wasserhärtung wurde in den Schmiedewerken Gröditz durchgeführt.
Mit etwa 70 Mitarbeitern konnten bis März 2015 Stahlgussteile mit maximalen Abmessungen von 6000 × 4500 × 2800 mm oder einem maximalen Durchmesser von 4000 mm und einer Höhe von 2800 mm produziert werden.

## Geschichte

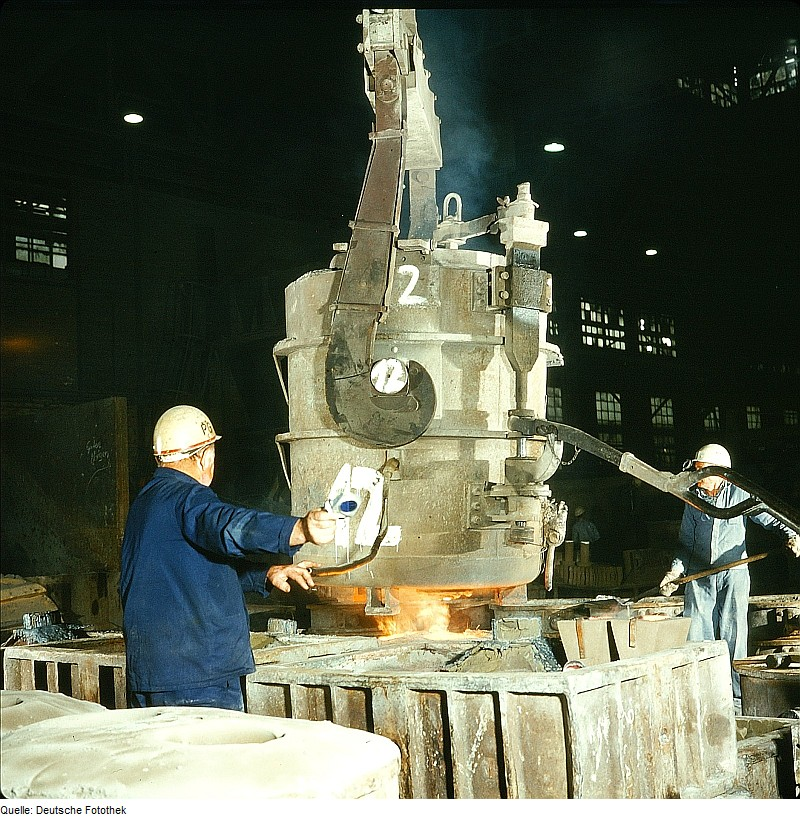
Abguss Kleinformen Stahlguss, 1980

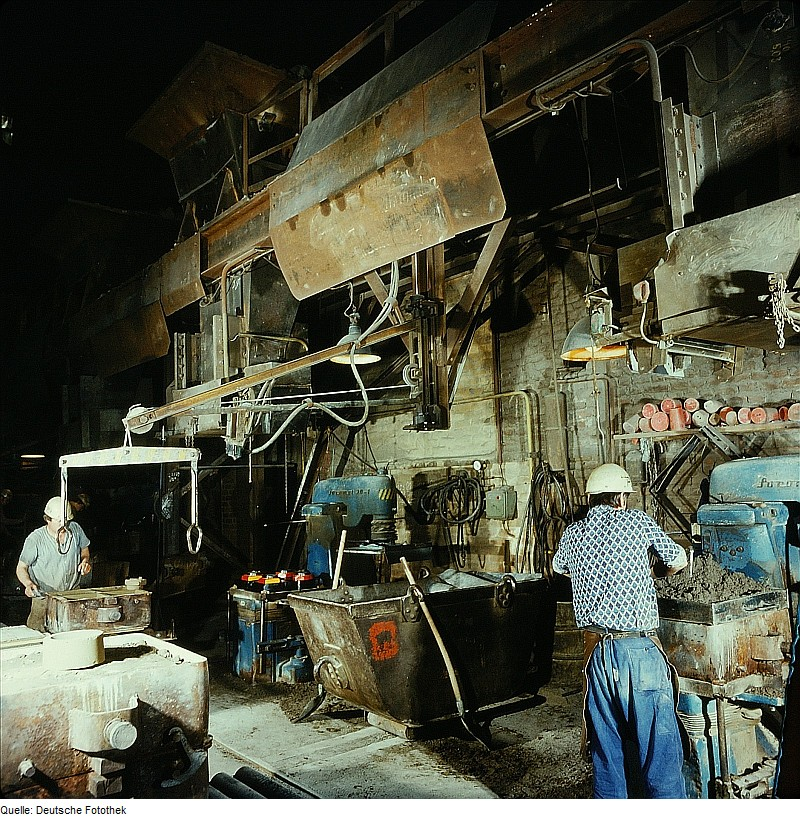
Maschinenformerei Stahlguss Kastenformat 630², 1980

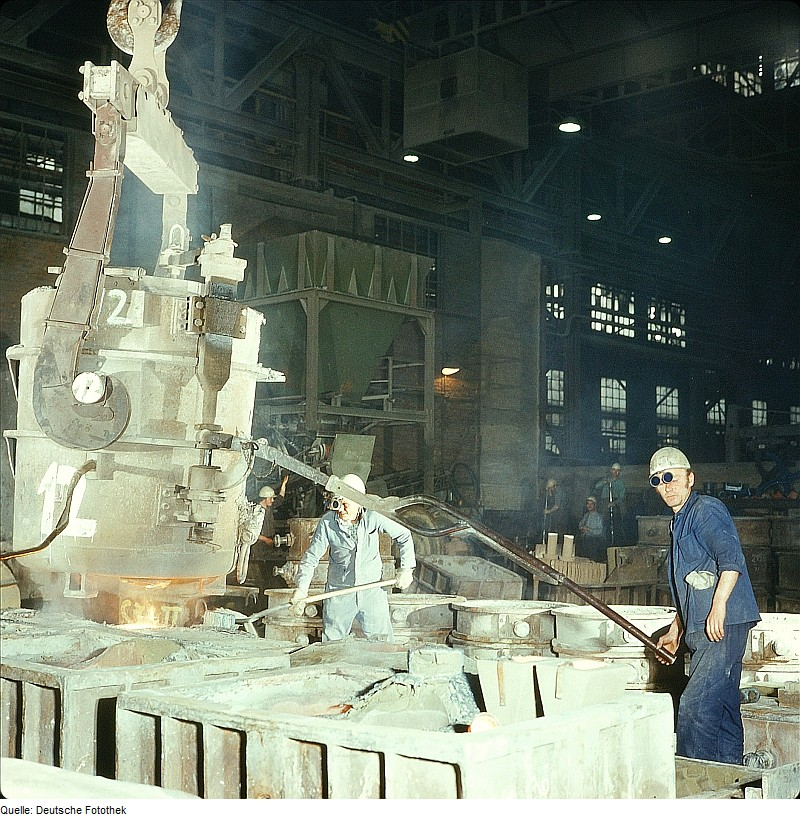
8-Tonnen Stopfenpfannenabguss, 1980

Die Geschichte der Stahlverarbeitung in Gröditz begann 1779/1780 mit der Gründung des Eisenwerkes Gröditz durch den Kabinettsminister Graf Detlev Carl von Einsiedel. Am 5. September 1818 erfolgte die Grundsteinlegung zu einem Kupolofen. Die erste Schmelzung und der erste Guss aus dem neuerbauten Kupolofen im Beisein des Grafen Detlev Carl von Einsiedel fand am 19. Mai 1819 statt. 1830 wurde ein Flügel an die Hochofenhütte für die Lehmformerei angebaut und 1838 für die Gießerei eine Dekorateurwerkstatt eingerichtet; zudem wurde eine neue Kupolofenesse aufgeführt. 1843 erfolgte die Vergrößerung der Gießerei durch die Errichtung einer neuen Werkstatt.
1872 gingen die verschiedenen Gräflich Einsiedel’schen Werke und damit auch das Gröditzer Werk in den Besitz der Aktiengesellschaft Lauchhammer über. Für die Röhrengießerei I wurde ein neues Probier- und Asphaltiergebäude errichtet. Unter der Leitung des Hüttenmeisters und nachmaligen Professors für Hüttenkunde an der Bergakademie Freiberg, Adolf Ledebur, wurde mit dem Neubau der Röhrengießerei II begonnen.
Als neuer Fabrikationszweig wurde 1901 der Stahlformguss aufgenommen. Am 23. Januar 1902 wurde der erste gute Stahlguss aus der Bessemerbirne für Grubenwagenräder vergossen. Der erste Konverter fasste 300 kg Einsatz. 1905 erfolgte der Bau einer Werkstatt zum Bearbeiten des Bessemerstahlgusses. Die bisher für die Betriebe genutzte Dampfkraft wurde durch elektrische Anlagen ersetzt.
1906 erfolgte die Vergrößerung der Stahlgussbearbeitungswerkstatt durch den Anbau einer besonderen Stahlgussputzerei und 1915 wurde der Bau von Siemens-Martin-Öfen begonnen. Im Ersten Weltkrieg wurde die Waffenproduktion (Artilleriegeschosse und Geschützteile) massiv ausgebaut.
1922 wurde das Eisenwerk durch die Linke-Hoffman-Lauchhammer AG erworben und ging 1926 in den Besitz des Flick-Konzerns über. Ab 1939 wurden die Stahlwerke im Zweiten Weltkrieg zum Rüstungsbetrieb und waren Teil der Mitteldeutsche Stahlwerke AG von Flick. In diesem Zusammenhang wurden auch Zwangsarbeiter im Unternehmen eingesetzt.
Nach der Besetzung von Gröditz erfolgt zwischen 1945 und 1947 die Demontage durch die sowjetische Besatzungsmacht. 1947 wurde die Politik der Demontage aufgegeben und mit dem Wiederaufbau begonnen. 1952 wurde der erste Elektroofen zur Stahlerschmelzung angefahren.
1948 wurde das Unternehmen unter dem Namen VEB Stahl- und Walzwerk Gröditz als VEB verstaatlicht. Zuletzt war der Betrieb Teil des Rohrkombinats. 1990 übernahm die Treuhandanstalt den VEB mit damals 5.300 Mitarbeitern. Aus dem VEB Stahl- und Walzwerk Gröditz wurde die Gröditzer Stahlwerke GmbH mit  Schmiede, Ringwalzwerk, Stahlwerk und Gießerei. Mit einem Aufwand von 150 Millionen DM (nach heutiger Kaufkraft 153 Mio. Euro) erfolgte eine umfassende Modernisierung der veralteten Anlagen.
1997 wurde das Unternehmen durch die  Georgsmarienhütte GmbH übernommen und 2002 als Geschäftsbereich in der Georgsmarienhütte Holding GmbH als Schmiedewerke Gröditz GmbH organisiert.
Seit dem 1. August 2004 war die Gießerei selbständig. Sie firmierte seither unter dem Namen Stahlguss Gröditz GmbH innerhalb des Geschäftsbereiches Stahlguss Maschinenbau der Georgsmarienhütte Holding GmbH. Die letzte Charge wurde am 5. März 2015 in der Formerei vergossen und die Teileauslieferung endete in den Sommermonaten des Jahres 2015.

## Film
- 1979 wurden Teile des DEFA-Spielfilms Lachtauben weinen nicht (Regie: Ralf Kirsten) im Werk gedreht.[3]